# Wings (álbum de BTS)
Wings é o segundo álbum de estúdio em coreano do grupo sul-coreano BTS. O álbum foi lançado em 10 de outubro de 2016 em 4 versões e contendo 15 faixas, com "Blood Sweat & Tears" como seu primeiro single. O álbum teve influência em sua composição do romance Demian, do autor Hermann Hesse tratando-se temas relacionados a tentação e do amadurecimento. Mais tarde foi relançado como um álbum de rembalagem, intitulado You Never Walk Alone, em 13 de fevereiro de 2017, uma continuação canônica para Wings. Três novas músicas foram adicionadas à lista de faixas, com "Spring Day" e "Not Today" promovidos como os singles principais.
Para este álbum, cada um dos sete membros gravou uma música solo. O álbum estreou na Billboard 200 na 26ª posição, tornando-se o álbum de K-pop com a maior posição no chart, posteriormente sendo superado pelo próximo álbum do BTS. Cerca de 1.8 milhão de cópias físicas foram vendidas, a maior venda de discos do grupo na época do seu lançamento.

## Antecedentes
De 4 a 13 de setembro de 2016, a Big Hit Entertainment lançou uma série de curtas-metragens para cada membro para promover o novo comeback. Cada filme usa imagens pesadas e citações do livro, Demian, por Hermann Hesse. São eles: "Begin" de Jungkook, "Lie" de Jimin, "Stigma" de V, "First Love" de Suga, "Reflection" de Rap Monster, "Mama" de J-Hope, e "Awake" de Jin. Em 25 de setembro, 'Wings': Boy Meets Evil foi lançado como o seu trailer de retorno. Mais tarde, eles lançaram as fotos de conceito para o novo álbum de estúdio. Em 5 de outubro, lançaram o tracklist do álbum.
O grupo realizou uma conferência de imprensa para o lançamento de seu álbum no dia 10. Questionado sobre seu novo conceito e seu significado, o líder Rap Monster explicou: "O mais difícil da tentação é resistir, quanto mais você pensa sobre isso mais você vacila. Essa incerteza é parte do processo de crescimento. [Blood Sweat & Tears] é uma canção que mostra como se pensa, escolhe, e cresce". O simbolismo, como as "asas" eram representações de crescimento, com Suga, acrescentando: "A música transmite uma determinação otimista para usar nossas asas para ir longe, mesmo se nos encontrarmos com as tentações da vida."
Durante seu pré-show no V-live realizado no dia 9, os membros discutiram suas próprias músicas solo destaque no álbum, com Jungkook explicando que sua faixa solo, "Begin", era sobre sua viagem para Seul e reunião com os membros do BTS. V falou sobre sua canção, "Stigma", descrevendo-a como "uma canção com o gênero neo-soul". J-Hope descreveu sua música, "MAMA", tão inesquecível, como suas emoções de infância para sua mãe. "Awake" foi também a primeira experiência de Jin em co-composição. Rap Monster revelou que a faixa 14, "Two! Three! (Still Wishing There Will Be Better Days)" foi a primeira canção oficial dos fãs.

## Vídeos musicais
Em 6 de outubro, eles lançaram um teaser para sua faixa-título "Blood, Sweat & Tears". Às 12:00 KST, de 10 de outubro, o vídeo da música oficial de "Sweat & Tears Blood" foi lançado. Tamar Herman da Billboard K-Town descreveu como "um vídeo musical assombroso que explora ideias do destino, a realidade, a vida e a morte, e cair da graça." O vídeo de seis minutos apresenta Rap Monster recitando uma passagem de Demian, de Hermann Hesse, que foi uma inspiração para o conceito do vídeo, e não aparece na versão do álbum da música. O MV foi dirigido por Choi Yong-seok e Ko Yoo-jeong de Lumpens. Adicionalmente jogadores notáveis de produção incluem Nam Hyun-woo de GDW como diretor de fotografia, Kim Gyeung-seok de Sunny como gaffer, Lee Moon-young de Myllab como diretor de arte, e Shin Yun-kyun de DnD line para efeitos especiais. A coreografia foi criada por Keone Madrid & Quick Style Crew e supervisionado por Son Sung-deuk. O clipe foi listado como um dos 100 melhores vídeos músicas do século 21 pelos críticos da Billboard.
Dentro de 24 horas após o lançamento o vídeo musical, atingiu 6 milhões de visualizações. Também em 13 de outubro, foi relatado que "Blood, Sweat & Tears" tinha-se tornado o primeiro vídeo musical de K-pop por um grupo á atingir mais rápido 10 milhões de visualizações. O vídeo alcançou a marca de 10 milhões em menos de 42 horas, o que significa que eles bateram o seu recorde anterior de "Fire" na metade do tempo já que FIRE alcançou 10 milhões de views em 75 horas, ou seja, "Blood Sweat & Tears" alcançou a marca duas vezes mais rápido.

## Desempenho comercial
As vendas do álbum alcançaram 500 mil cópias em sua primeira semana de pré-vendas. Logo após o lançamento, o grupo alcançou um "All Kill" nas paradas musicais sul-coreanas, Wings tornou-se o álbum de K-pop á alcançar a posição mais alta na Billboard 200 com 16.000 cópias vendidas, com 11.000 vendas de álbuns tradicionais.
No gráfico coreano Gaon, tanto o álbum quanto o single "Blood, Sweat & Tears" estrearam no número um sobre o gráfico de álbuns e singles, respectivamente. Todas as 15 músicas do álbum cartografaram no top 50 do Gaon Singles Chart, vendendo mais de um milhão de cópias digitais e mais de oito milhões de streams.

## Recepção
Jeff Benjamin do Fuse disse: "O novo álbum dos crescentes fenômenos de K-pop está fazendo a coisa certa, deixando seus sete membros espalhar suas asas artísticas e solidificando suas individuais identidades, tudo ao mesmo tempo mantendo a identidade do grupo mais forte do que nunca".

## Lista de faixas
| N.º            | Título                                                                                         | Compositor(es)                                                                                  | Produtor(es)                                                   | Duração |  |
| 1.             | "Intro: Boy Meets Evil"                                                                        | Pdogg J-Hope RM Sonnim                                                                          | Pdogg                                                          | 2:01    |  |
| 2.             | "Blood Sweat & Tears" (피 땀 눈물)                                                             | Pdogg RM Suga J-Hope Hitman Bang Kim Do-Hoon                                                    | Pdogg                                                          | 3:37    |  |
| 3.             | "Begin" (Jungkook solo)                                                                        | Tony Esterly David Quinones Jungkook RM                                                         | Tony Esterly                                                   | 3:49    |  |
| 4.             | "Lie" (Jimin solo)                                                                             | DOCSKIM SUMIN Hitman Bang Park Ji-min Pdogg                                                     | DOCSKIM                                                        | 3:35    |  |
| 5.             | "Stigma" (V solo)                                                                              | Philtre Kim Tae-hyung Slow Rabbit Hitman Bang Sonnim                                            | Philtre                                                        | 3:36    |  |
| 6.             | "First Love" (Suga solo)                                                                       | Miss Kay Suga                                                                                   | Miss Kay Suga                                                  | 3:09    |  |
| 7.             | "Reflection" (RM solo)                                                                         | RM Slow Rabbit                                                                                  | RM Slow Rabbit                                                 | 3:53    |  |
| 8.             | "MAMA" (J-Hope solo)                                                                           | Primary J-Hope Pdogg                                                                            | Primary Pdogg                                                  | 3:32    |  |
| 9.             | "Awake" (Jin solo)                                                                             | Slow Rabbit Kim Seok-jin J-Hope June Pdogg RM Hitman Bang                                       | Slow Rabbit                                                    | 3:46    |  |
| 10.            | "Lost"                                                                                         | Pdogg Supreme Boi Peter Ibsen Richard Rawson Lee Paul Williams RM June                          | Pdogg                                                          | 4:01    |  |
| 11.            | "BTS Cypher 4"                                                                                 | Chris "Tricky" Stewart Medor J. Pierre RM J-Hope Suga                                           | Chris "Tricky" Stewart Medor J. Pierre                         | 4:55    |  |
| 12.            | "Am I Wrong"                                                                                   | Kevin Moore (cover) Sam Klempner James Reynolds Josh Wilkinson RM Supreme Boi Gaeko Pdogg ADORA | Kevin Moore (cover) Sam Klempner James Reynolds Josh Wilkinson | 3:33    |  |
| 13.            | "21st Century Girls" (21세기 소녀)                                                             | Pdogg Hitman Bang RM Supreme Boi                                                                | Pdogg                                                          | 3:12    |  |
| 14.            | "Two! Three! (Still Wishing There Will Be Better Days)" (둘! 셋! (그래도 좋은 날이 더 많기를)) | Slow Rabbit Pdogg Hitman Bang RM J-Hope Suga                                                    | Slow Rabbit Pdogg                                              | 4:32    |  |
| 15.            | "Interlude: Wings"                                                                             | Pdogg ADORA RM J-Hope Suga                                                                      | Pdogg                                                          | 2:24    |  |
| Duração total: | Duração total:                                                                                 | Duração total:                                                                                  | Duração total:                                                 | 53:41   |  |

## Paradas musicais
Gráficos semanais
| Gráfico (2016)                           | Melhores posições |
| ---------------------------------------- | ----------------- |
| Belgian Albums (Ultratop Flanders)       | 72                |
| Belgian Albums (Ultratop Wallonia)       | 149               |
| Canadian Albums (Billboard)              | 19                |
| Dutch Albums (MegaCharts)                | 68                |
| Finnish Albums (Suomen virallinen lista) | 35                |
| French Albums (SNEP)                     | 161               |
| Irish Albums (IRMA)                      | 71                |
| Japan Albums (Oricon Albums Chart)       | 7                 |
| Japan Hot Albums (Billboard)             | 11                |
| New Zealand Albums (RMNZ)                | 24                |
| Norwegian Albums (VG-lista)              | 24                |
| Scottish Albums (OCC)                    | 55                |
| South Korean Albums (Gaon Chart)         | 1                 |
| Swedish Albums (Sverigetopplistan)       | 56                |
| Swiss Albums (Schweizer Hitparade)       | 62                |
| UK Albums (OCC)                          | 62                |
| US Billboard 200                         | 26                |
| US Independent Albums (Billboard)        | 9                 |
| US World Albums (Billboard)              | 1                 |

## Vendas
| Gráfico              | Vendas   |
| -------------------- | -------- |
| China QQ Music sales | 127,900+ |
| Japan Oricon sales   | 12,088+  |
| US Billboard sales   | 11,000+  |

## Histórico de lançamento
| País          | Data                  | Formato             | Gravadora             |
| ------------- | --------------------- | ------------------- | --------------------- |
| Mundialmente  | 10 de outubro de 2016 | Digital download    | Big Hit Entertainment |
| Coreia do Sul | 10 de outubro de 2016 | CD Digital download | Big Hit Entertainment |
| Japão         | 12 de outubro de 2016 | CD                  | Pony Canyon           |